# Godeke Engelstede
Godeke Engelstede († nach 1535) war Ratsherr der Hansestadt Lübeck.

## Leben
Der Kaufmann Godeke Engelstede war Lübecker Bürger. In den Akten ist er 1529 als Vorsteher der Sängerkapelle der Marienkirche erwähnt.
Er muss evangelisch gewesen sein, denn 1533 finanzierte er zusammen mit Johann von Achelen und Jacob Krabb den Druck der ersten vollständigen von Johannes Bugenhagen in die niederdeutsche Sprache übertragenen Lutherbibel in Lübeck. Im April 1530 wurde er in den Bürgerausschuss der 64er gewählt.
1531 er gehörte mit dem sogleich zum Lübecker Bürgermeister ernannten Gottschalck Lunte zu den ersten Ratsherrn, die nicht durch die herkömmliche Selbstergänzung des Rats, sondern aus dem Ausschuss durch Los in den Rat gelangten. Als Gesandter der Stadt reiste er mit den Ratsherren Gotthard von Hoeveln und Nikolaus Bardewik, dem Sekretär Lambert Becker und dem Ausschussbürger Jürgen Wullenwever 1532 zu dem dänischen König Friedrich I. an den Hof von Kopenhagen, um Beschwerden Lübecks und der wendischen Hansestädte gegen die dänische Hinderung des Seeverkehrs mit Holland einzureichen, erneut 1533 allein mit Lambert Becker mit einer Rechnung für die von Lübeck dem dänischen König erbrachten Hilfeleistungen und Ende 1534 als Begleiter des Bürgermeisters Jürgen Wullenwever. Anfang 1535 beschreibt Engelstede (vermutlich er) in einem Brief an Herzog Albrecht VII. von Mecklenburg die Gründe der Niederlage in der Schlacht bei Helsingborg am 13. Januar 1535 aus dem dortigen Dominikanerkloster. Er vertrat die Stadt im Juli 1535 auf dem Hansetag in Lüneburg, auf dem die Politik Lübecks in der Grafenfehde missbilligt wurde, und reiste von dort nach Oldesloe und Reinfeld (Holstein) zu Konsultationen mit den Räten König Christians III. von Dänemark. Unmittelbar nach dem Hansetag im August 1535 in Lübeck trat er aus dem Rat zurück. Sein weiteres Schicksal ist nicht bekannt.
Er bewohnte in Lübeck das Haus Johannisstraße 72.